# Heterorachis soaindrana
Heterorachis soaindrana là một loài bướm đêm trong họ Geometridae.